# Juan García Romero
Juan Esteban García Romero (Bulnes, 24 de noviembre de 1914 - Santiago, ?), fue un obrero y político comunista chileno. 
Formó parte del Partido Comunista, por el cual fue elegido Diputado por la 2ª agrupación departamental de Antofagasta, Taltal y Tocopilla (1961-1965), integrando la comisión permanente de Minería e Industrias.
Nombrado embajador de Chile en Checoslovaquia (1970-1973).
Perseguido por su oposición a la dictadura militar desde 1973. Estuvo detenido en Pisagua, donde fue torturado, pasó unos meses en el extranjero.En el año 1973 fue detenido en el estadio nacional.